# Gerardo Horacio Porcayo
Gerardo Horacio Porcayo Villalobos (Cuernavaca, Morelos, México, 10 de mayo de 1966) es uno de los escritores más renombrados de la década de los años 1990 en México dentro de los círculos literarios que abarcan varias formas de literatura fantástica y ciencia ficción. A Gerardo Horacio Porcayo se le considera el escritor que introdujo el subgénero cyberpunk de la ciencia ficción a la literatura iberoamericana, con su ópera prima La primera calle de la soledad, y el subgénero neogótico a la literatura mexicana.
Dentro de su amplia trayectoria, ha trabajado por difundir en México la ciencia ficción. Además ha colaborado en múltiples ocasiones en conferencias y como articulista, así como con trabajos literarios para la revista argentina de ciencia ficción Axxón. Es miembro fundador de la Asociación Mexicana de Ciencia Ficción y Fantasía.

## Primeros años
Gerardo Horacio Porcayo Villalobos, hijo de los profesores (de la Secundaria Federal Benito Juárez) María Villalobos Campuzano (matemática) y Gerardo Porcayo García (taller de electricidad), nació en la ciudad de Cuernavaca, Morelos, pero de inmediato fue trasladado a la ciudad de Jojutla, Morelos, en donde pasó sus primeros quince años de vida. El mismo Porcayo, en un breve post escriptum a su cuento Los Motivos de Medusa, asegura:
"Mi árbol genealógico no contempla otro escritor que un tío bisabuelo (el padre Agapito Mateo Minos, que escribiera un tratado histórico de Jojutla, Morelos, la ciudad que me vio crecer)."
A los 15 años emigra al DF y cursa el bachillerato en Ciencias Físico Matemáticas en el CECyT #3, "Estanislao Ramírez Ruiz" del Instituto Politécnico Nacional, en ese entonces situado en el Casco de Santo Tomás. En 1984, aún en la escuela preparatoria, participa en el 2.º Premio Nacional de Cuento "Puebla" de Ciencia Ficción, obteniendo una mención honorífica que lo hace cambiar de rumbo y a abandonar, en 1986, la carrera de Ingeniero Químico Industrial.
En 1987 se traslada a la ciudad de Puebla donde se inscribe en la Licenciatura en Lingüística y Literatura Hispánica de la Universidad Autónoma de Puebla (BUAP) y establece contacto con otros escritores.
En 1992, suspende su semestre de estudios para retirarse a escribir La primera calle de la soledad, tras un viaje a Monterrey. 
Su formación como autor está más emparentada con el ámbito cultural de Puebla, no obstante, en 1994 obtiene una beca de Jóvenes Creadores del Consejo Estatal para la Cultura y las Artes del Estado de Morelos, lo que le permite acabar su segunda novela, de corte policial, intitulada Ciudad Espejo, Ciudad Niebla.
Su tesis de licenciatura se intitula "Bajo las jubeas en flor de Angélica Gorodischer como paradigma de la ciencia ficción latinoamericana" por la queIglesia obtiene reconocimiento de la BUAP por la mejor tesis presentada en 2005.
También tiene una maestría en Letras Iberoamericanas por la Universidad Iberoamericana Puebla.

## Obra

### Libro de Cuentos
- Sombras sin Tiempo. 1999. Lectorum. Colección 'Marea Alta'.
- Sueños sin Ventanas. 2014. BUAP. Colección 'Alejandro Meneses'.

### Antologías Temáticas de cuento preparadas por él
- Silicio en la memoria. Ramón Llaca y Cía. 1997.
- El hombre de las dos puertas. Un tributo de la Ciencia Ficción Mexicana a Philip K. Dick. Lectorum. Colección 'Marea Alta'. 2002.
- Los mapas del caos. UAT Ramón Llaca y Cía. 1997.

### Novelas
- La primera calle de la soledad. Fondo Editorial Tierra Adentro #70. 1993.
- Ciudad Espejo, Ciudad Niebla. Selector, Colección Aura. 1997.
- Las Sentencias de la Oscuridad. La Jornada de Oriente. Novela por entregas. 1997.
- Dolorosa. Times Editores. 1999. (Segunda edición: LD Books. 2013)
- El cuadro, el cubo y siete pesos. BUAP, Colección Asteriscos. 2002
- Cuando las sirenas cantan. Goliardos. 2003
- El Cuerpo del delirio. Universidad Autónoma del Estado de México, Toluca, México, 2015.
- Plasma Exprés. Editorial Planeta Mexicana, Sello Destino, México, 2017.
- Te regalo mi luna de cartón . IMACP, 2019.
- Volver a la piel. Fondo de Cultura Económica, 2019.

### Trabajos incluidos en compilaciones o antologías
- El nido del viento. 1991. (FETA #7) en "Más Allá de lo Imaginado I", antología de Federico Schaffler González.
- Los motivos de Medusa. 1992. (GDEP) en "Principios de Incertidumbre", compilación de Celine Armenta.
- La defensa de la urdimbre. 1993. (EDUG) en "Sin Permiso de Colón. Fantasías mexicanas en el Quinto Centenario", antología de Federico Schaffler González.
- Imágenes rotas, sueños de herrumbre. 1993. (Sedesol/GEM) en Palabras Pendientes, Poesía y Narrativa Joven de Morelos, compilación de Socorro Venegas y Juan Pablo Picazo.
- El caos ambiguo del lugar. 2001. (LUMEN) en "Visiones Periféricas", compilación de Miguel Ángel Fernández Delgado.
- Canta Infierno, Canta. 2003. (BUAP) en "Insólitos y Ufanos", compilación de Jorge Arturo Abascal Andrade.
- El alado aroma de tu piel. 2005. (BUAP) en "De párvulas bocas", antología de Jorge Arturo Abascal Andrade.
- Precaución: Tránsito Intenso. 2010. (IMACP/BUAP) en "Puebla Directo", antología de Miguel Ángel Andrade. Serie 'los urbanos'.
- Los motivos de Medusa. 2010. (SM Editores) en "Los viajeros. 25 años de Ciencia Ficción Mexicana", compilación de Bernardo Fernández BEF.
- Imágenes rotas, sueños de herrumbre. 2013. (CONACULTA/Secretaría de Cultura de Puebla) en "Auroras y Horizontes", compilación de Jorge Arturo Abascal Andrade.
- El lugar del detective. 2013. (Secretaría de Cultura del DF, FONCA,Para Leer En Libertad) en "Antología Literaria FIL Zócalo CDMX", antología de Paloma Saiz Tejero.
- Ni príncipe ni catrín. 2013. (CONACULTA/Secretaría de Cultura de Morelos) en "Los guardianes de la tierra", antología de varios autores.
- El ensayador cinematográfico. 2016. (Cal y Arena / Nexos Sociedad Ciencia y Literatura S.A. de C.V.) en "Próximamente en esta sala. Antología de cuentos de cine", compilación de Jorge Arturo Abascal Andrade.
- Bajo la apariencia crepuscular. 2016. (Puerta Abierta Editores S.A. de C.V. / Secretaría de Cultura) en "Extremos. Antología de cuentos conjeturales de escritores mexicanos y argentinos", compilación de Sergio Gaut vel Hartman.
- Dolorosa. 2016 (Editorial Lectorum) en "Crónicas de Sangre y Dolor. Trilogía de Vampiros", Blanca Mart, Gerardo Horacio Porcayo, Ricardo Guzmán Wolfer.

## Premios y reconocimientos
- Premio Axón Electrónico Primordial de Ciencia Ficción 1992
- X Premio Nacional Puebla de Cuento de Ciencia Ficción 1993
- II Premio Kalpa de Cuento de Ciencia Ficción 1993
- Premio Más Allá de Cuento de Ciencia Ficción 1994 en la categoría de Inédito por un trabajo a cuatro manos con Carlos Alberto Limón
- Premio Sizigias 2002 en la categoría de Mejor Antología de Varios Autores por El hombre en las dos puertas
- Premio Sizigias 2004 en la categoría de Mejor Novela Publicada por Cuando las sirenas cantan
- XXIX Concurso Literario Nacional de Cuento y Ensayo Magdalena Mondragón 2013 en la categoría de Mejor Ensayo por "De Ánima", de Juan García Ponce. Hacia una teoría alterna de lo fantástico.
- Mención Honorífica en el XII Premio Internacional de Narrativa "Ignacio Manuel Altamirano" 2015, por su novela El cuerpo del delirio.